# Bisbalus citus
Bisbalus citus is een zoogdier uit de familie van de hertachtigen (Cervidae). De wetenschappelijke naam van de soort werd in 1912 gepubliceerd door Wilfred Osgood.

## Taxonomie
Bisbalus citus is een grijs spieshert dat van de soort Passalites nemorivagus is afgesplitst. De taxonomische indeling van de spiesherten is complex, de soorten werden voorheen in 1 geslacht gerekend namelijk Mazama, maar deze groep bleek sterk parafyletisch. Mazama cita werd in deze tijd als een synoniem van de soort Mazama nemorivaga gerekend. Sindsdien zijn van het geslacht Mazama daarom verschillende geslachten afgesplitst, zoals Passalites en Subulo. Een studie uit 2024 vond dat het taxon voorheen bekend als Mazama cita een aparte soort was en dat het een basale clade betrof ten opzichte van de geslachten Pudu, Passalites, Blastocerus, Ozotoceros, Hippocamelus en Subulo. Hierdoor werd dit taxon in een nieuw geslacht geplaatst, genaamd Bisbalus.

## Voorkomen
De soort komt alleen voor in Venezuela.